# Kommanditgesellschaft
Kommanditgesellschaft (ở Đức và Áo được viết tắt là KG) là một công ty hợp danh, trong đó một hay nhiều cá nhân hoặc pháp nhân hợp lại, để mở ra một công ty chung, trong đó ít nhất một thành viên (cá nhân hay pháp nhân) chịu trách nhiệm vô hạn, những thành viên còn lại chỉ chịu trách nhiệm có giới hạn (họ được gọi là Kommanditist).
Kommanditgesellschaft có ở Đức, Áo và Thụy Sĩ. Ở các nước nói tiếng Anh có hình thức tương tự gọi là Limited Partnership.